# عدنان العبداللات
عدنان العبدللات، طبيب وجراح أعصاب، ومكتشف أردني.

## النشأة والتعليم
ولد في مدينة السلط عام 1943.
ثم حصل على البكلوريوس في الطب من جامعة دمشق عام 1967، وأصبح طبيبا في القوات المسلحة الأردنية عام 1968، شارك في دورة في بريطانيا بين عامي 1972 و1974 وحصل بعدها على شهادة mrcp. حصل على الزمالة من كلية الأطباء الباطنية الملكية البريطانية عام 1974. أصبح أخصائيا باطنيا عام 1975. شارك في دورة في أمراض الدماغ والأعصاب في المستشفى الوطني في لندن بين عامي 1978 و1979. حصل على الشهادة العليا في الطب FRCP عام 1991.
أصبح رئيس شعبة الأعصاب والدماغ في مستشفى مدينة الحسين الطبية بين عامي 1979 و1984. هو الآن عميد طبيب متقاعد في القوات المسلحة الأردنية.
حصل العبدللات على عدد من الأوسمة منها : ميدالية الكرامة، إشارة الكفاءة الإدارية والفنية، وسام الاستحقاق العسكري من الدرجة الثالثة، إشارة الخدمة، وسام اليوبيل الذهبي.

## متلازمة العبداللات
اكتشف متلازمة العبداللات  بعد حصوله على درجة الدكتوراة في بريطانيا عام 1979.